# Heteronotus trinodosus
Heteronotus trinodosus är en insektsart som beskrevs av Butler. Heteronotus trinodosus ingår i släktet Heteronotus och familjen hornstritar. Inga underarter finns listade i Catalogue of Life.